# Rozalia Dulnikiewicz
Rozalia Dulnikiewicz z domu Sałaj – polska rolniczka, Sprawiedliwa wśród Narodów Świata.

## Życiorys
W czasie okupacji niemieckiej Dulnikiewicz mieszkała w Woli Załężnej koło Opoczna razem ze swoją siostrą Karoliną Wróbel i jej rodziną: mężem Stanisławem Wróblem i ich synem, również Stanisławem. Pomagała w prowadzeniu dwuhektarowego gospodarstwa rolnego. Po zlikwidowaniu przez Niemców getta w Opoczynie 22 listopada 1942 r. jej siostra z mężem przyjęła pod swój dach znajomych żydowskich uciekinierów z getta: Jakuba i Sarę Frankielów z sześcioletnim synem Herszlem oraz siostrę Sary, Belę Rozenberg. W czasie ukrywania Frankielów Dulnikiewicz pomagała w zaopatrywaniu ich w pożywienie. Początkowo czwórka ukrywanych przebywała na strychu, później w dole wykopanym pod podłogą domu, następnie w dole wykopanym w oborze, a ostateczną kryjówką był podziemny schron przy stodole na terenie gospodarstwa Wróblów. Przebywali tam oni pod opieką rodziny Wróblów i Dulnikiewicz do wyzwolenia regionu przez Armię Czerwoną 18 stycznia 1945 r.
11 września 1994 r. została uhonorowana przez Jad Waszem jako Sprawiedliwa wśród Narodów Świata. Wcześniej, 16 maja 1989 r., odznaczono jej siostrę Karolinę Wróbel z mężem Stanisławem Wróblem i synem Stanisławem Wróblem.